# Seferina Rodríguez
Seferina de Carmen Rodríguez de Copa (Santa María, 6 de enero de 1916 - Ciudad de Salta, 16 de septiembre de 2010) fue una política argentina del Partido Peronista Femenino. Fue elegida a la Cámara de Diputados de la Nación Argentina en 1951, integrando el primer grupo de mujeres legisladoras en Argentina con la aplicación de la Ley 13.010 de sufragio femenino. Representó al pueblo de la provincia de Salta entre 1952 y 1955.

## Biografía
Nació en Santa María (Catamarca) en enero de 1916. Cuando tenía siete años, la familia se mudó a Campo Quijano en Salta. Se casó con Francisco Copa, quien trabajaba en el Ferrocarril General Manuel Belgrano. Al momento del matrimonio, Copa comenzó un nuevo trabajo en Tolar Grande y la pareja se mudó al pueblo. Posteriormente regresaron a Campo Quijano para que sus siete hijos pudieran asistir a la escuela.
A su regreso a Campo Quijano, había adherido al peronismo a través de los discursos de Juan Domingo Perón en la radio y estableció una unidad básica del Partido Peronista Femenino (PPF) en su propia casa, consiguiendo afiliaciones. Luego se incorporó a la tarea la delegada censista del PPF en Salta, Hilda Nélida Castañeira de Vaccaro.
En las elecciones legislativas de 1951, a propuesta de Eva Perón, fue candidata del Partido Peronista en la 1.° circunscripción de la provincia de Salta, siendo una de las 26 mujeres elegidas a la Cámara de Diputados de la Nación Argentina. Junto con Generosa Aguilar, fueron las dos mujeres elegidas en dicha provincia. Asumió el 25 de abril de 1952. Fue vocal en la comisión de Territorios Nacionales.
Había sido elegida hasta 1958 pero permaneció en el cargo hasta septiembre de 1955, cuando su mandato fue interrumpido por el golpe de Estado de la autoproclamada Revolución Libertadora. Tras el golpe, fue encarcelada.
Más tarde participó en la resistencia peronista y en 1958 integró el Consejo Coordinador y Supervisor del Peronismo.En las elecciones legislativas de la provincia de Salta de 1973, fue electa diputada provincial por la ciudad de Salta, bajo la Lista Verde del Partido Justicialista.